# 24699 Швекендік
24699 Швекендік (24699 Schwekendiek) — астероїд головного поясу, відкритий 13 жовтня 1990 року.
Тіссеранів параметр щодо Юпітера — 3,466.